# Maurice Godelier
Maurice Godelier (Cambrai, 28 de febrer de 1934) és un antropòleg francès reconegut com un dels fundadors i teòrics de la línia antropologica econòmica francesa encarregada de l'estudi de les societats 'precapitalistes'.

## Biografia
Godelier va formar part del grup de antropòlegs francesos que es van aproximar a les tesis marxistes amb l'objectiu d'analitzar les formes i estructures de societats considerades com a precapitalistes. Al haver treballat amb aquest, el seu estudi es troba directament influït per l'estructuralisme de Lévi-Strauss, mentre que els seus treballs de camp el relacionen amb el corrent de l'estructural-funcionalisme, característic de la antropologia britànica.
El context històric de França en la vida de l’autor es veu influït en gran part per la Segona Guerra Mundial i el període de postguerra pertinent. En la infància de l’autor, van ocórrer fets bèl·lics destacables com el “Dia D” o Desembarcament de Normandia, on el bloc aliat va alliberar el territori de Normandia de l’ocupació alemanya, o l’alliberació de París, el 25 d’agost de 1944. A grans trets, després de la guerra, el país va quedar devastat sobretot en l’àmbit econòmic. Com a conseqüència, es van nacionalitzar moltes de les empreses, ja que les despeses causades per la guerra ascendien a grans quantitats. Així i tot, més endavant va haver d’acabar recorrent al Pla Marshall. L’any 1954 i 1962 França va perdre les últimes colònies a la Indochina i Algèria. En conseqüència, això va provocar un augment d’atur i immigració que va esclatar amb una pujada de la conflictivitat social als carrers, propiciada en part pel posicionament en contra la Guerra del Vietnam. Tota aquesta conflictivitat es va encendre en els fets del Maig del 68.
La situació a França reflecteix si fa no fa, la situació a escala Europea en els mateixos anys. La postguerra i el període de recuperació econòmica que caracteritza la joventut de l’autor, a més d’una davallada econòmica també va suposar la influència ideològica del bloc soviètic en els seus escrits, basats des del marxisme en l’origen de les societats precapitalistes.

### Trajectòria Acadèmica
Va cursar els seus estudis a l’Escola Normal Superior de Saint-Cloud, de la qual va sortir com a llicenciat en psicologia, filologia i podent exercir com a professor de filosofia. Va treballar en diferents projectes a l'École Pratique des Hautes Études i més tard com a assistent de Claude Lévi-Strauss. El 1975 fou nomenat director de grups d’investigació a École des Hautes Études en Sciences Sociales (EHESS), a París. Entre els anys 1967 i 1988 va emprendre diverses investigacions a Nova Guinea amb els Baruya, on va dur a terme el seu treball de camp. De 1982 a 1986 va ser nomenat director del departament de ciències humanes i socials del Centre National de la Recherche Scientifique (CNRS).

## La Producción de Grandes Hombres
Godelier va formar part del grup d’antropòlegs francesos que es van aproximar a les tesis marxistes amb l'objectiu d'analitzar les formes i estructures de societats considerades com a precapitalistes. Al haver treballat amb aquest, el seu estudi es troba directament influït per l'estructuralisme de Lévi-Strauss, mentre que els seus treballs de camp el relacionen amb el corrent de l'estructural-funcionalisme, característic de l’antropologia britànica. L’obra té 278 pàgines d’extensió i es divideix en un pròleg, una primera part, una segona, una tercera i finalment les conclusions. En el pròleg l’autor fa un esbós etnogràfic de la societat dels Baruya i descriu la seva situació geogràfica i demogràfica. També explica la relació dels Baruya amb les tribus del voltant i les connexions socioculturals que tenen.

En la primera part “Las jerarquías sociales Baruya”, l’autor aprofundeix en l’arrel de la subordinació masculina. Tracta aspectes com els signes, l'espai físic, el comportament dels cossos. També relata la diferència d’accés als mitjans de producció i reproducció segons el gènere, així com el repartiment de tasques, la distribució del treball i les pràctiques màgiques que es practiquen entorn aquestes esferes. També s’explica com l'estructura clarament binària de la societat Baruya es tradueix als sistemes de parentiu, on es pot comprovar que la relació de dominació està secundada pels sistemes de filiació i d’unitats domèstiques. A banda de tractar tan sols la subordinació femenina, en aquesta primera part, Godelier també tracta com s’enforteix la dominació masculina a través de la institucionalització de la seva superioritat. Això és legitimat a través dels líquids corporals i la seva significació dins el marc cultural dels Baruya.
Un altre aspecte que destaca Godelier és l’accés als mitjans de producció. En primer lloc, la propietat de la terra els és negat a les dones, tot i que el dret a utilitzar-la el conserven tota la vida tot i que no l’hereden. En segon lloc, la fabricació d’armes i d’eines per a treballar estan totalment prohibits per a les dones, ja que és una feina intrínsecament d’homes. Bàsicament, les dones han de demanar als seus pares o marits que els fabriquin els estris necessaris, fet que provoca una innegable dependència material i social cap a ells. Per tant, el fet que les dones no puguin autoabastir-se materialment ni tinguin una pròpia terra on desenvolupar activitats productives fa que es trobin excloses totalment del control i ús dels mitjans de producció.

En la segona part del llibre, “La producción de grandes hombres. Poderes heredados y poderes merecidos” l’autor analitza les jerarquies entre els homes, basades en els llinatges i en la distinció entre guerrers, xamans i caçadors. Seguidament, també tracta un dels temes principals de la seva obra: els Big Men, figures amb una gran “La producción de los grandes hombres” Godelier consideració i influència dins del grup i que seran molt importants alhora d’etnografiar la societat del Baruya per la seva rellevància dins la realitat econòmica i sociocultural. En aquesta segona part també s’hi tracten les diferents formes de resistència i rebel·lió femenines que neixen en el si de la contraposició a les formes de repressió masculines.

Per acabar, a la tercera part “Las recientes transformaciones de la sociedad Baruya” Godelier ofereix les diferents raons que l'han portat a enunciar la societat Baruya com ho fa al seu llibre. Mitjançant l'entramat cultural que va poder observar quasi en extinció per l'arribada de ‘l’home blanc’, tracta de reconstruir i traçar noves línies d'idees per a explicar el funcionament de la producció i reproducció de la societat Baruya davant el xoc cultural que va suposar la colonització que van patir. Finalment, en l'apartat de les conclusions, Godelier exposa les idees a les quals ha pogut arribar d'acord amb l'observació viscuda amb els Baruya. Les conclusions més importants a destacar es veuen reflectides en la importància de les relacions de parentesc, i en cas dels Baruya, en la relació de dominació de l'home envers la dona. A “La Máquina Ventrílocua”, l'autor tracta de manera més sintètica les idees principals de l'obra: la dominació que justifica i legitima el poder de l'home sobre la dona és real en tant que pren forma material quan abraça tots els elements estructurals de la societat en la que viuen. A partir d'aquí, la dominació es fa real quan les dones es veuen desposseïdes del que verdaderament atorga el poder als homes. Aquest és l'àmbit de producció de les societats que no tenen classes: el reproductiu. D'aquesta manera tot prové essencialment de l'home, i és justament quan les relacions de parentesc funcionen com a relacions de producció, que hi ha una resposta clara a l'intercanvi de dones entre grups.

## Obra
- 1964: "La noción de modo de producción asiático y los esquemas marxistas de evolución de las sociedades"; Sobre el modo de producción asiático: 13-64; Ediciones Martínez Roca, 1977. ISBN 84-7339-411-9
- 1966 Racionalidad e Irracionalidad en la economía. México: Siglo XXI, 1982 editores. ISBN 968-23-0201-3
- 1969: Las sociedades primitivas y el nacimiento de las sociedades de clases según Marx y Engels : Un Balance Crítico. Bogotá: La Oveja Negra.
- 1973: Antropología y Economía. Barcelona: Anagrama. 1976.
- 1974: Economía, fetichismo y religión en las sociedades primitivas. México: Siglo XXI editores. ISBN 84-323-0163-9
- 1976: Funcionalismo, estructuralismo y marxismo. Barcelona : Anagrama. ISBN 84-339-0702-6
- 1977: Perspectives in Marxist Anthropology. Nova York: Cambridge University.
- 1982: La producción de Grandes hombres : poder y dominación masculina entre los Baruya de Nueva Guinea Madrid: Akal 1986. 84-7600-110-X
- 1987: "Introducción: el análisis de los procesos de transición"; Revista Internacional de Ciencias Sociales, UNESCO, XXXIX, 114, Los procesos de Transición Estudios de casos Antropológicos: 3-15. ISSN 0379-0762
- 1989: Lo ideal y lo material: pensamiento, economías, sociedades Madrid: Taurus. ISBN 84-306-2212-8
- 1993: "Las mujeres y el poder político" en Antropológicas Num. 7, Nueva Época.
- 1996: El enigma del don. Dinero, Regalos, objetos santos, Barcelona: Paidós Ibérica, 1998. ISBN 84-493-0525-X.
- 2002: "Prácticas sexuales y orden social"; Mundo científico 237: 64-69. ISSN 0211-3058,